# Atakan Ekiz
Atakan Ekiz (* 6. November 1996 in Kadirli) ist ein türkischer Fußballspieler.

## Karriere
Ekiz begann mit dem Vereinsfußball in der Jugend von Adanaspor. Im Sommer 2014 erhielt er hier einen Profivertrag, war aber weiterhin überwiegend für die Reservemannschaft tätig. Er wurde aber am Training der Profis beteiligt und debütierte in der Zweitligapartie vom 19. Dezember 2014 gegen Osmanlıspor FK.
Für die Spielzeit 2015/16 wurde er von seinem Klub an den Viertligisten Kahramanmaraş Büyükşehir Belediyespor und für die Saison 2016/17 an Ofspor ausgeliehen.